# Референдумы в Швейцарии (1961)
Референдумы в Швейцарии проходили 5 марта, 22 октября и в декабре 1961 года. В марте прошли референдумы по конституционной поправке, касающейся нефтепроводов, и по налогу на топливо для финансирования национальных дорог. Конституционная поправка была одобрена, а предложение о топливном налоге — отклонено. Октябрьский референдум по гражданской инициативе о внесении Статьи 93-бис в Конституцию о гражданской инициативе, которая может быть вынесена на референдум после сбора 50 тыс. подписей либо 8 кантонами. Предложение было отвергнуто. В декабре проходил референдум по федеральной резолюции о часовой промышленности. Он был одобрен 67% голосов.

## Результаты

### Март: Конституционная поправка по нефтепроводам
| Выбор                                | Общее голосование | Общее голосование | Кантоны | Кантоны | Кантоны |
| Выбор                                | Голосов           | %                 | Полных  | Полу-   | Всего   |
| ------------------------------------ | ----------------- | ----------------- | ------- | ------- | ------- |
| За                                   | 644 797           | 71,4              | 19      | 6       | 22      |
| Против                               | 257 847           | 28,6              | 0       | 0       | 0       |
| Пустых бюллетеней                    | 35 198            | –                 | –       | –       | –       |
| Недействительных бюллетеней          | 2 097             | –                 | –       | –       | –       |
| Всего                                | 939 939           | 100               | 19      | 6       | 22      |
| Зарегистрированных избирателей/ Явка | 1 496 380         | 62,8              | –       | –       | –       |
| Источник: Nohlen & Stöver            |                   |                   |         |         |         |

### Март: Топливный налог
| Выбор                                | Голосов   | %    |
| ------------------------------------ | --------- | ---- |
| За                                   | 434 245   | 46,6 |
| Против                               | 498 602   | 53,4 |
| Пустых бюллетеней                    | 11 649    | –    |
| Недействительных бюллетеней          | 2 095     | –    |
| Всего                                | 946 591   | 100  |
| Зарегистрированных избирателей/ Явка | 1 496 380 | 63,3 |
| Источник: Nohlen & Stöver            |           |      |

### Октябрь: Гражданская инициатива
| Выбор                                | Общее голосование | Общее голосование | Кантоны | Кантоны | Кантоны |
| Выбор                                | Голосов           | %                 | Полных  | Полу-   | Всего   |
| ------------------------------------ | ----------------- | ----------------- | ------- | ------- | ------- |
| За                                   | 170 842           | 29,4              | 0       | 0       | 0       |
| Против                               | 409 445           | 70,6              | 19      | 6       | 22      |
| Пустых бюллетеней                    | 21 082            | –                 | –       | –       | –       |
| Недействительных бюллетеней          | 1 148             | –                 | –       | –       | –       |
| Всего                                | 602 517           | 100               | 19      | 6       | 22      |
| Зарегистрированных избирателей/ Явка | 1 502 509         | 40,1              | –       | –       | –       |
| Источник: Nohlen & Stöver            |                   |                   |         |         |         |

### Декабрь: Часовая промышленность
| Выбор                                | Голосов   | %    |
| ------------------------------------ | --------- | ---- |
| За                                   | 443 483   | 66,7 |
| Против                               | 221 379   | 33,3 |
| Пустых бюллетеней                    | 24 253    | –    |
| Недействительных бюллетеней          | 1 239     | –    |
| Всего                                | 690 624   | 100  |
| Зарегистрированных избирателей/ Явка | 1 505 074 | 45,9 |
| Источник: Nohlen & Stöver            |           |      |